# Santa Maria (Odemira)
 Santa Maria  ist eine ehemalige Stadtgemeinde (Freguesia) der portugiesischen Kleinstadt Odemira, in der Region Alentejo. Die Gemeinde hatte am 30. Juni 2011 eine Fläche von 59,3 km² und 1300 Einwohner. Dies entspricht einer Bevölkerungsdichte von 21,9 Einw./km².
Im Zuge der administrativen Neuordnung in Portugal wurde sie am 29. September 2013 aufgelöst und mit São Salvador zur neuen Gemeinde São Salvador e Santa Maria zusammengeschlossen. Sie stellt die Stadtgemeinde der historischen Ortsmitte Odemiras dar.